# Martín Miguel
Martín Miguel è un comune spagnolo di 201 abitanti situato nella comunità autonoma di Castiglia e León.